# Gymnosporangium juniperi-virginianae
Gymnosporangium juniperi-virginianae är en svampart som beskrevs av Schwein. 1822. Gymnosporangium juniperi-virginianae ingår i släktet Gymnosporangium och familjen Pucciniaceae.   Inga underarter finns listade i Catalogue of Life.

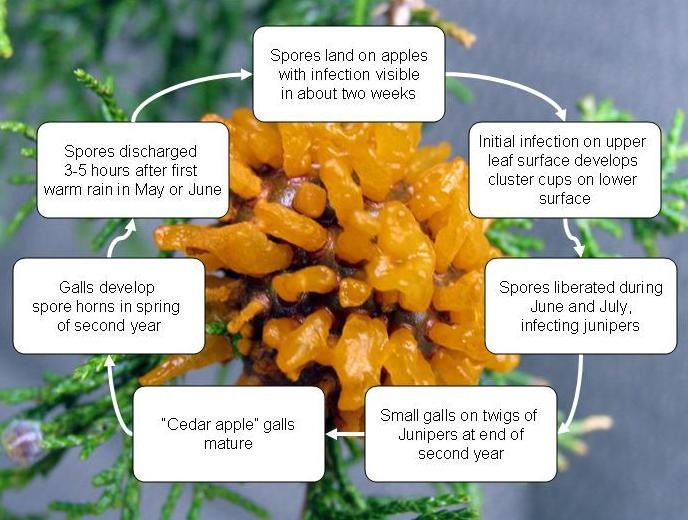
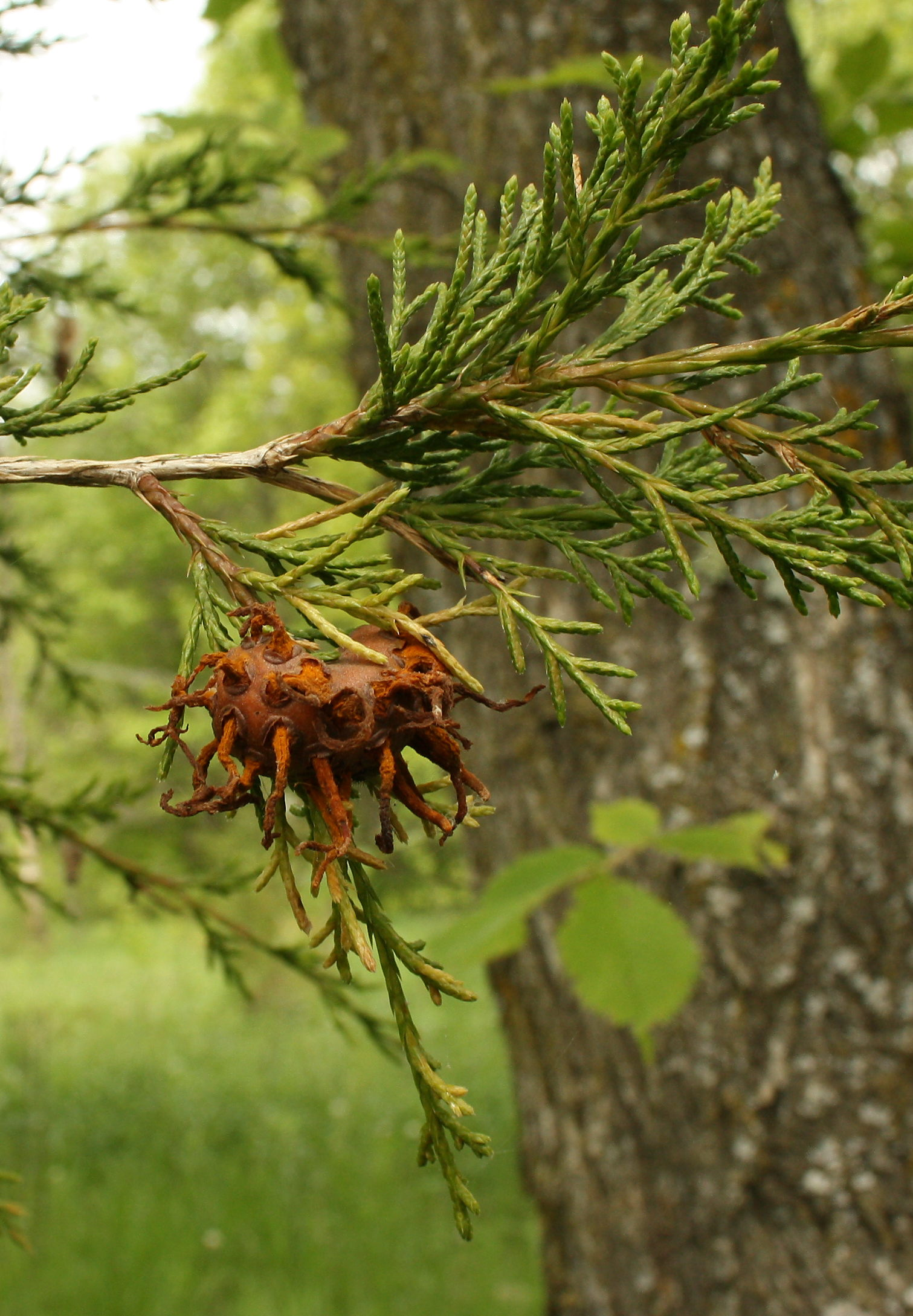
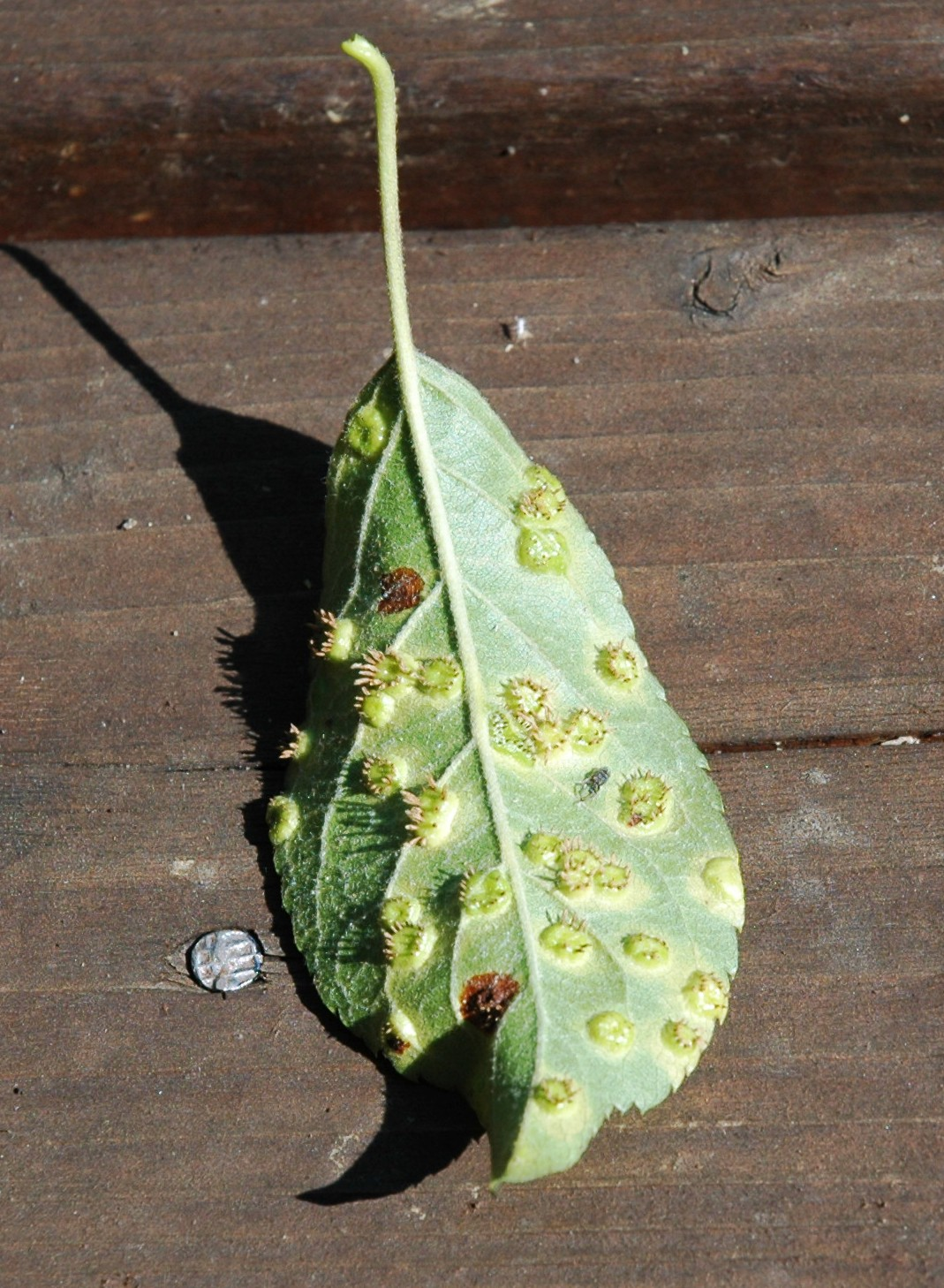
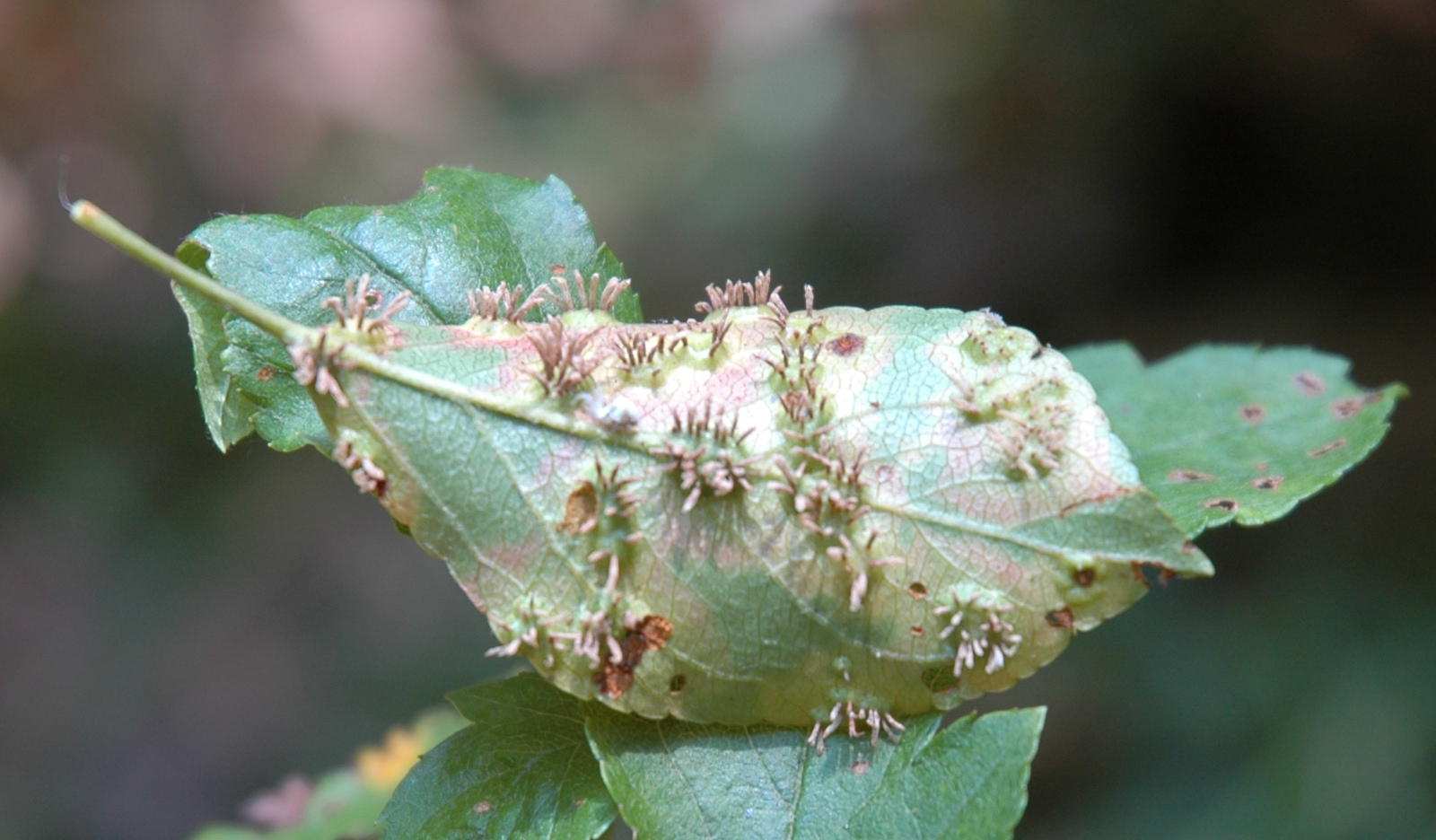
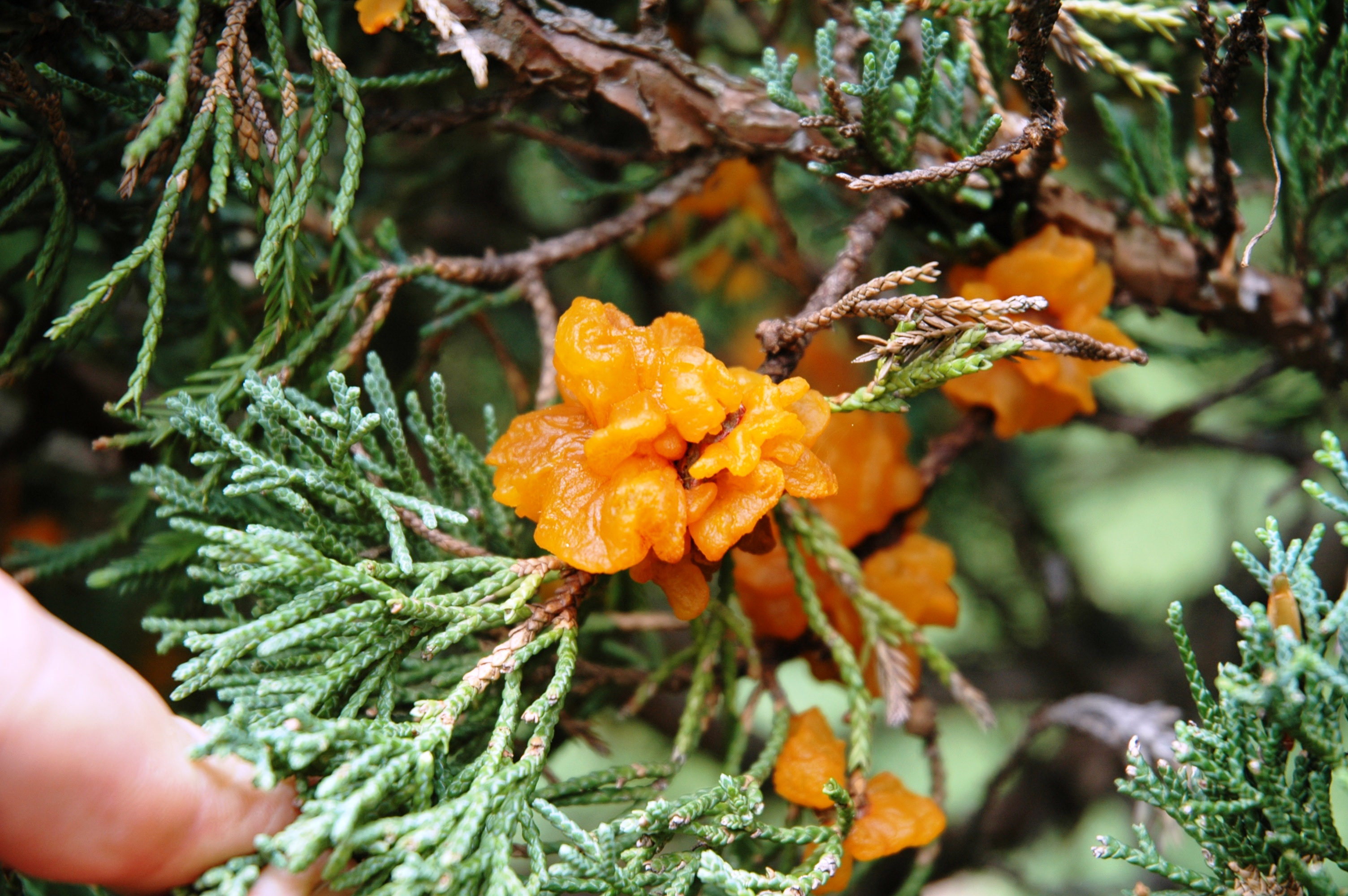
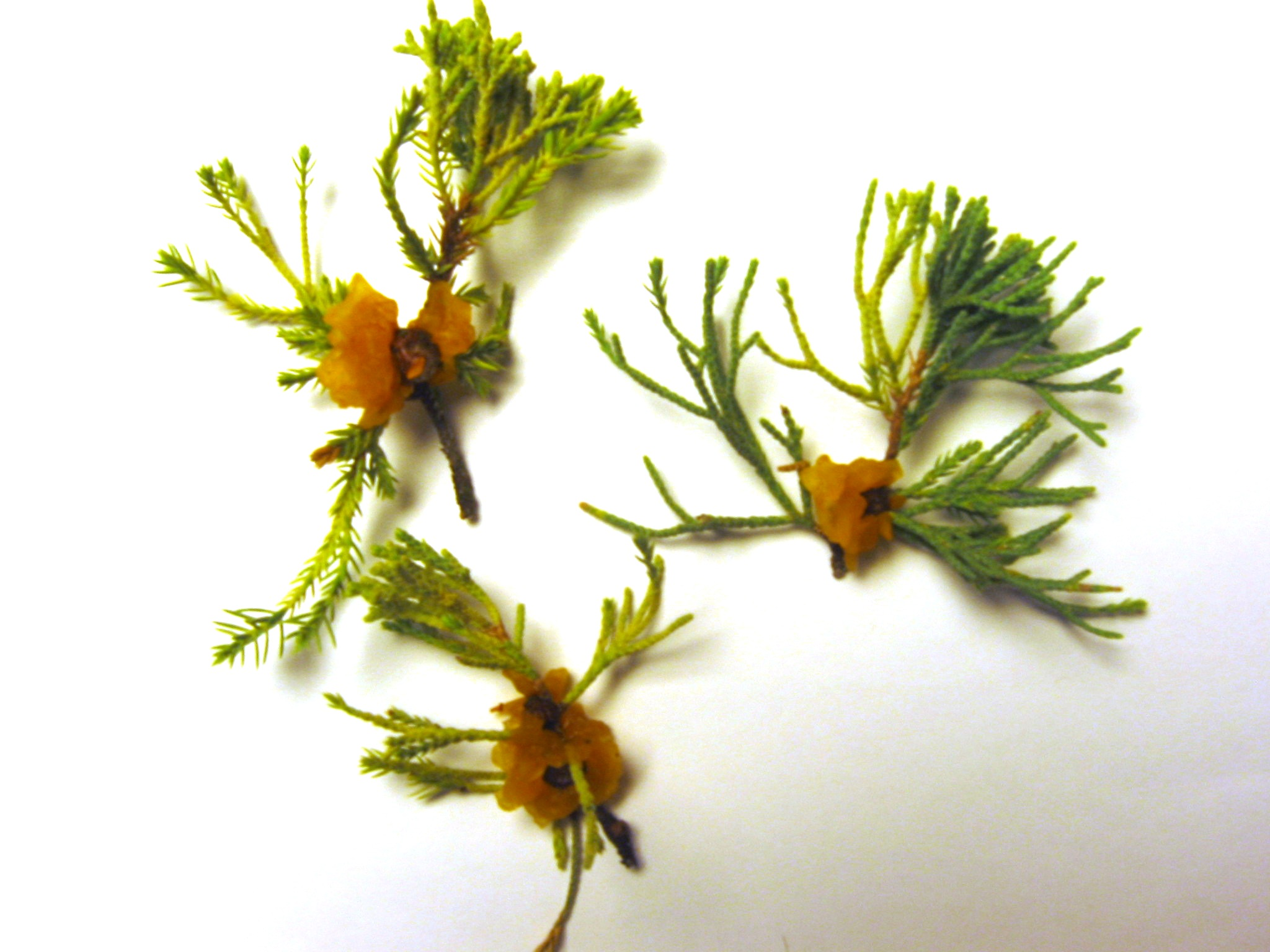